# Kóstas Karrás
Pour les articles homonymes, voir Karras.
Kóstas Karrás (grec moderne : Κώστας Καρράς) né le 21 juin 1936 à Athènes et mort dans cette ville le 6 mai 2012 est un acteur de théâtre et de cinéma et un homme politique grec.

## Biographie
Kóstas Karrás fait ses études à Londres : en science politique, mais aussi à la Royal Academy of Dramatic Art. De retour à Athènes, il suit les cours du théâtre national. Il fait ses débuts au cinéma en 1961. Il monte sur scène en 1963 dans La Souricière d'Agatha Christie. Ensuite, il joue dans de Neil Simon, Tennessee Williams, Nicolas Gogol ou Noel Coward.
De 2000 à 2007, il est député au parlement hellénique pour la Nouvelle Démocratie. Atteint d'un cancer de la prostate en 2006, il meurt en 2012.

## Filmographie sélective
- 1964 : Mademoiselle le directeur
- 1967 : Le Petit Marchand (Ο εμποράκος)
- 1970 : Sous-lieutenant Natacha
- 1977 : Iphigénie